# Planímetro
O planímetro é um instrumento para desenho técnico usado para medir a área de uma superfície plana arbitrária. Os primeiros planímetros eram mecânicos e um dos modelos mais conhecidos é o planímetro polar que é constituído por duas hastes horizontais articuladas. A extremidade livre de uma das hastes é mantida fixa sobre a mesa, enquanto a extremidade livre da segunda haste é deslocada sobre o perímetro da área a ser medida. Na articulação entre as duas hastes existe uma pequena roda em contato com a mesa que gira enquanto o perímetro da superfície vai sendo percorrido. Um contador marca o número de voltas da roda. A área da superfície é proporcional ao número de voltas registradas pelo contador.
Além do planímetro polar, existem outros tipos de planímetros com diferentes construções mecânicas como o planímetro linear e o planímetro de Prytz, mas todos eles utilizam o mesmo princípio para medida de áreas. Atualmente, versões eletrônicas dos planímetros também existem, mas o princípio de funcionamento dos diferentes tipos é o mesmo.

## Princípio de Funcionamento
O princípio de funcionamento dos planímetros é baseado no Teorema de Green.
Aplicando o Teorema de Green
{\displaystyle \oint _{C}M\,dx+N\,dy=\int _{S}\left({\frac {\partial N}{\partial x}}-{\frac {\partial M}{\partial y}}\right)\,dx\,dy}
à
{\displaystyle \oint _{C}x\,dy-y\,dx}
(que pode ser reescrito como
{\displaystyle \oint _{C}-y\,dx+x\,dy}
para facilitar a identificação dos termos correspondentes) temos:
{\displaystyle \int _{S}\left({\frac {\partial \left[x\right]}{\partial x}}-{\frac {\partial \left[-y\right]}{\partial y}}\right)\,dx\,dy=\int _{S}2\,dA}
O lado direito desta equação é proporcional à àrea delimitada pelo perímetro. O lado esquerdo é igual à
{\displaystyle \oint _{C}-y\,dx+x\,dy=\oint _{C}(-y,x)\cdot (dx,dy)}
O integrando tem a forma de um produto escalar, o que significa que a integral é a integral da projeção de
(dx, dy) sobre (-y, x). O vetor (-y, x) é perpendicular à (x, y).
O planímetro contém uma roda de medição que gira a medida que o operador traça o contorno da superfície. Quando a roda de medição do planímetro se move de forma perpendicular ao seu eixo, ela gira, e seu movimento é registrado pelo contador. Quando a roda de medição se move de forma paralela ao seu eixo, ela apenas desliza sem girar, e seu movimento é ignorado pelo contador. Isto significa que o planímetro mede a distância que sua roda de medição percorre, projetada perpendicularmente sobre o eixo de rotação da roda de medição. 
Em um planímetro, a articulação determina a orientação da roda de medição, como uma função de sua posição sobre o contorno da superfície. Intuitivamente, pode-se perceber que contando o número de voltas da roda de medição, podemos calcular a integral de linha. Se isso é verdade, então o número de voltas da roda de medição, registrado pelo contador, é proporcional à área dentro do contorno.

## Histórico
O primeiro planímetro mecânico foi inventado por Johann Martin Hermann em 1814. Ocorreram vários desenvolvimentos subsequentes até o surgimento do famoso planímetro Amsler, o primeiro planímetro mecânico moderno, construído pelo matemático suíço Jakob Amsler-Laffon em 1854. Atualmente, versões eletrônicas também existem.
Em 1907, Joseph Yendes Whetley escreveu difundido livro sobre o planímetro, intitulado The Polar Planimeter.

## Ligações Externas
- Whistleralley site
- Larry's Planimeter Platter
- Wuerzburg Planimeter Page
- Robert Foote's planimeter page
- Computer model of a planimeter
- Tanya Leise's planimeter explanations